# Seznam olympijských medailistů v jezdectví – drezúra jednotlivci

## Drezura- jednotlivci
- Do programu olympijských her zařazena tato disciplína od roku 1912.

| Rok      | Zlato                                           | Stříbro                                          | Bronz                                                   |
| -------- | ----------------------------------------------- | ------------------------------------------------ | ------------------------------------------------------- |
| LOH 1912 | Carl Bonde · Švédsko (SWE)                      | Gustaf Adolf Boltenstern · Švédsko (SWE)         | Hans von Blixen-Finecke · Švédsko (SWE)                 |
| LOH 1920 | Janne Lundblad · Švédsko (SWE)                  | Bertil Sandström · Švédsko (SWE)                 | Hans von Rosen · Švédsko (SWE)                          |
| LOH 1924 | Ernst Linder · Švédsko (SWE)                    | Bertil Sandström · Švédsko (SWE)                 | Xavier Lesage · Francie (FRA)                           |
| LOH 1928 | Carl Friedrich von Langen-Parow · Německo (GER) | Charles Marion · Francie (FRA)                   | Ragnar Olson · Švédsko (SWE)                            |
| LOH 1932 | Xavier Lesage · Francie (FRA)                   | Charles Marion · Francie (FRA)                   | Hiram Tuttle · Spojené státy americké (USA)             |
| LOH 1936 | Heinz Pollay · Německo (GER)                    | Friedrich Gerhard · Německo (GER)                | Alois Podhajsky · Rakousko (AUT)                        |
| LOH 1948 | Hans Moser · Švýcarsko (SUI)                    | André Jousseaume · Francie (FRA)                 | Gustaf Adolf Boltensternml. · Švédsko (SWE)             |
| LOH 1952 | Henri Saint Cyr · Švédsko (SWE)                 | Lis Hartelová · Dánsko (DEN)                     | André Jousseaume · Francie (FRA)                        |
| LOH 1956 | Henri Saint Cyr · Švédsko (SWE)                 | Lis Hartelová · Dánsko (DEN)                     | Liselott Linsenhoffová · Tým sjednoceného Německa (EUA) |
| LOH 1960 | Sergej Filatov · Sovětský svaz (URS)            | Gustav Fischer · Švýcarsko (SUI)                 | Josef Neckermann · Tým sjednoceného Německa (EUA)       |
| LOH 1964 | Henri Chammartin · Švýcarsko (SUI)              | Harry Boldt · Tým sjednoceného Německa (EUA)     | Sergej Filatov · Sovětský svaz (URS)                    |
| LOH 1968 | Ivan Kizimov · Sovětský svaz (URS)              | Josef Neckermann · Západní Německo (FRG)         | Reiner Klimke · Západní Německo (FRG)                   |
| LOH 1972 | Liselott Linsenhoffová · Západní Německo (FRG)  | Jelena Petuškovová · Sovětský svaz (URS)         | Josef Neckermann · Západní Německo (FRG)                |
| LOH 1976 | Christine Stückelbergerová · Švýcarsko (SUI)    | Harry Boldt · Západní Německo (FRG)              | Reiner Klimke · Západní Německo (FRG)                   |
| LOH 1980 | Elisabeth Theurerová · Rakousko (AUT)           | Jurij Kovšov · Sovětský svaz (URS)               | Viktor Ugrjumov · Sovětský svaz (URS)                   |
| LOH 1984 | Reiner Klimke · Západní Německo (FRG)           | Anne Grethe Jensenová-Tornbladová · Dánsko (DEN) | Otto J. Hofer · Švýcarsko (SUI)                         |
| LOH 1988 | Nicole Uphoffová · Západní Německo (FRG)        | Margit Ottová-Crépinová · Francie (FRA)          | Christine Stückelbergerová · Švýcarsko (SUI)            |
| LOH 1992 | Nicole Uphoffová · Německo (GER)                | Isabell Werthová · Německo (GER)                 | Klaus Balkenhol · Německo (GER)                         |
| LOH 1996 | Isabell Werthová · Německo (GER)                | Anky van Grunsvenová · Nizozemsko (NED)          | Sven Rothenberger · Nizozemsko (NED)                    |
| LOH 2000 | Anky van Grunsvenová · Nizozemsko (NED)         | Isabell Werthová · Německo (GER)                 | Ulla Salzgeberová · Německo (GER)                       |
| LOH 2004 | Anky van Grunsvenová · Nizozemsko (NED)         | Ulla Salzgeberová · Německo (GER)                | Beatriz Ferrerová-Salatová · Španělsko (ESP)            |
| LOH 2008 | Anky van Grunsvenová · Nizozemsko (NED)         | Isabell Werthová · Německo (GER)                 | Heike Kemmerová · Německo (GER)                         |
| LOH 2012 | Charlotte Dujardinová · Velká Británie (GBR)    | Adelinde Cornelissenová · Nizozemsko (NED)       | Laura Bechtolsheimerová · Velká Británie (GBR)          |
| LOH 2016 | Charlotte Dujardinová · Velká Británie (GBR)    | Isabell Werthová · Německo (GER)                 | Kristina Bröringová-Spreheová · Německo (GER)           |
| LOH 2020 | Jessica von Bredowová-Werndlová · Německo (GER) | Isabell Werthová · Německo (GER)                 | Charlotte Dujardinová · Velká Británie (GBR)            |
| LOH 2024 | Jessica von Bredowová-Werndlová · Německo (GER) | Isabell Werthová · Německo (GER)                 | Charlotte Fryová · Velká Británie (GBR)                 |